# شاهین ناصری
شاهین ناصری زندانی عادی در زندان فشافویه و شاهد شکنجهٔ نوید افکاری بود. او پس از شهادت دربارهٔ شکنجهٔ افکاری به زندان تهران بزرگ تبعید شد و در زمانی که در سلول انفرادی بود درگذشت. برخی منابع درگذشت او را مشکوک توصیف کرده‌اند.

## شهادت در مورد شکنجه نوید افکاری
بنابر گفتهٔ قوه قضاییه، شاهین ناصری به جرم کلاهبرداری، جعل و سرقت در ۲۶ شهریور ماه ۱۳۹۷ در قزوین بازداشت و در مهرماه همان سال به زندان شیراز منتقل شد. در برگه‌ای موسوم به «تحقیق از شاهد» شاهین ناصری جزئیات روزی را توصیف کرده که نوید افکاری را در شیراز هنگام شکنجه دیده‌است. ناصری که به صورت دست نوشته و هم به صورت پیام صوتی ماجرای شکنجه نوید افکاری را شرح داده بود در تاریخ ۳۰ شهریور ۱۴۰۰ در زندان بزرگ تهران به طرز مشکوکی جان باخت.

## پرونده‌سازی برای اطلاع‌رسانی از مرگ مشکوک او
بنابر گفته یک منبع موثق فرهاد سلمان‌پور ظهیر، زندانی سیاسی زندانی در زندان تهران بزرگ، به دلیل اطلاع‌رسانی دربارهٔ مرگ مشکوک شاهین ناصری به اتهامات جدید «اقدام علیه امنیت کشور از طریق ارسال فایل صوتی و مصاحبه با رسانه‌های بیگانه و ضدانقلاب»، «تبلیغ علیه نظام» و «نشر اکاذیب» با «پرونده‌سازی جدیدی» روبه‌رو شده‌است.

## واکنش‌ها
روز چهارشنبه ۲۱ مهر ۱۴۰۰ عفو بین‌الملل با عنوان «مرگ مشکوک در حین بازداشت شاهد شکنجه در میانه بحران مصونیت» از مقامات ایران خواسته است «فورا درباره علل و شرایط پیرامون ناپدیدسازی قهری و مرگ مشکوک حین بازداشت شاهین ناصری تحقیقات مؤثر، کامل، مستقل و بیطرفانه انجام دهند.»

## پانوشت‌ها
1. ↑  ««مرگ مشکوک» شاهین ناصری، «شاهد شکنجه» نوید افکاری، در زندان تهران بزرگ». رادیوفردا.
2. ↑  «اداره کل زندان‌های استان تهران مرگ شاهین ناصری را تأیید کرد». العربیه فارسی.
3. ↑  سازمان حقوق بشر: پرونده‌سازی علیه فرهاد سلمان‌پور به دلیل افشاگری درباره مرگ شاهین ناصری
4. ↑  درخواست عفو بین‌الملل برای انجام تحقیقات مستقل و بی‌طرفانه